# Liste des circonscriptions législatives du Puy-de-Dôme
Le département français du Puy-de-Dôme est, sous la Cinquième République, constitué de cinq circonscriptions législatives de 1958 à 1986, de six circonscriptions après le redécoupage électoral de 1986 puis de cinq circonscriptions depuis le redécoupage de 2010, entré en application à compter des élections législatives de 2012.

## Présentation
Par ordonnance du 13 octobre 1958 relative à l'élection des députés à l'Assemblée nationale, le département du Puy-de-Dôme est d'abord constitué de cinq circonscriptions électorales.
Lors des élections législatives de 1986 qui se sont déroulées selon un mode de scrutin proportionnel à un seul tour par listes départementales, le nombre de sièges du Puy-de-Dôme a été porté de cinq à six.
Le retour à un mode de scrutin uninominal majoritaire à deux tours en vue des élections législatives suivantes, a maintenu ce nombre de six sièges,, selon un nouveau découpage électoral.
Le redécoupage des circonscriptions législatives réalisé en 2010 et entrant en application à compter des élections législatives de juin 2012, a modifié le nombre et la répartition des circonscriptions du Puy-de-Dôme, réduit à cinq du fait de la sur-représentation démographique du département.

## Composition des circonscriptions

### Composition des circonscriptions de 1958 à 1986
À compter de 1958, le département du Puy-de-Dôme comprend cinq circonscriptions  regroupant les cantons suivants :
- 1re circonscription : Billom, Clermont-Ferrand-Est, Clermont-Ferrand-Sud, Pont-du-Château, Saint-Dier-d'Auvergne, Vertaizon.
- 2e circonscription : Bourg-Lastic, Clermont-Ferrand-Nord, Clermont-Ferrand-Sud-Ouest Herment, Rochefort-Montagne, Saint-Amant-Tallende.
- 3e circonscription : Ardes, Besse-en-Chandesse,  Champeix, Issoire, Jumeaux, La Tour-d'Auvergne, Saint-Germain-Lembron, Sauxillanges, Tauves, Veyre-Monton, Vic-le-Comte.
- 4e circonscription : Ambert, Arlanc, Châteldon, Courpière, Cunlhat, Lezoux, Maringues, Olliergues, Saint-Rémy-sur-Durolle, Saint-Amant-Roche-Savine, Saint-Anthème, Saint-Germain-l'Herm,  Thiers, Viverols.
- 5e circonscription : Aigueperse, Combronde, Ennezat, Manzat, Menat, Montaigut-en-Combraille, Pionsat, Pontaumur, Pontgibaud, Randan, Riom-Est, Riom-Ouest, Saint-Gervais-d'Auvergne.

### Composition des circonscriptions de 1988 à 2012
À compter du découpage de 1986, le département du Puy-de-Dôme comprend six circonscriptions regroupant les cantons suivants :
- 1re circonscription : Clermont-Ferrand-Centre, Clermont-Ferrand-Est, Clermont-Ferrand-Nord, Clermont-Ferrand-Nord-Ouest, Gerzat, Montferrand.
- 2e circonscription : Aubière, Billom, Clermont-Ferrand-Sud, Clermont-Ferrand-Sud-Est, Cournon-d'Auvergne, Pont-du-Château, Saint-Dier-d'Auvergne, Vertaizon.
- 3e circonscription : Beaumont, Bourg-Lastic, Chamalières, Clermont-Ferrand-Ouest, Clermont-Ferrand-Sud-Ouest, Herment, Rochefort-Montagne, Royat, Saint-Amant-Tallende.
- 4e circonscription : Ardes, Besse-et-Saint-Anastaise, Champeix, Issoire, Jumeaux, Saint-Germain-Lembron, Sauxillanges, Tauves, La Tour-d'Auvergne, Veyre-Monton, Vic-le-Comte.
- 5e circonscription : Ambert, Arlanc, Châteldon, Courpière, Cunlhat, Lezoux, Maringues, Olliergues, Saint-Amant-Roche-Savine, Saint-Anthème, Saint-Germain-l'Herm, Saint-Rémy-sur-Durolle, Thiers, Viverols.
- 6e circonscription : Aigueperse, Combronde, Ennezat, Manzat, Menat, Montaigut, Pionsat, Pontaumur, Pontgibaud, Randan, Riom-Est, Riom-Ouest, Saint-Gervais-d'Auvergne.

### Composition des circonscriptions à compter de 2012
Depuis le nouveau découpage électoral, le département comprend cinq circonscriptions regroupant les cantons suivants :
- 1re circonscription : Clermont-Ferrand-Centre, Clermont-Ferrand-Est, Clermont-Ferrand-Nord, Clermont-Ferrand-Nord-Ouest, Clermont-Ferrand-Sud, Cournon-d'Auvergne, Gerzat, Montferrand
- 2e circonscription : Aigueperse, Bourg-Lastic, Combronde, Herment, Manzat, Menat, Montaigut, Pionsat, Pontaumur, Pontgibaud, Randan, Riom-Est, Riom-Ouest, Saint-Gervais-d'Auvergne
- 3e circonscription : Ardes, Beaumont, Besse-et-Saint-Anastaise, Chamalières, Champeix, Clermont-Ferrand-Ouest, Clermont-Ferrand-Sud-Ouest, Rochefort-Montagne, Royat, Saint-Amant-Tallende, Tauves, La Tour-d'Auvergne
- 4e circonscription : Aubière, Clermont-Ferrand-Sud-Est, Issoire, Jumeaux, Saint-Germain-Lembron, Sauxillanges, Vertaizon, Veyre-Monton, Vic-le-Comte, commune de Pérignat-sur-Allier
- 5e circonscription : Ambert, Arlanc, Billom (sauf commune de Pérignat-sur-Allier), Châteldon, Courpière, Cunlhat, Ennezat, Lezoux, Maringues, Olliergues, Pont-du-Château, Saint-Amant-Roche-Savine, Saint-Anthème, Saint-Germain-l'Herm, Saint-Dier-d'Auvergne, Saint-Rémy-sur-Durolle, Thiers, Viverols

À la suite du redécoupage des cantons de 2014, les circonscriptions législatives ne sont plus composées de cantons entiers mais continuent à être définies selon les limites cantonales en vigueur en 2010. Les circonscriptions sont ainsi composées des cantons actuels suivants :
- 1re circonscription : cantons de Cébazat (sauf communes de Durtol et Nohanent), Clermont-Ferrand-1, Clermont-Ferrand-2 (sauf quartier de l'Oradou), Clermont-Ferrand-3 (sauf quartiers Saint-Jacques et La Chaux), Clermont-Ferrand-4 (quartier Lecoq), Clermont-Ferrand-5 (quartiers Champradet et Saint-Alyre), Clermont-Ferrand-6 (sauf partie du quartier Cathédrale), Cournon-d'Auvergne (sauf commune du Cendre) et Gerzat (sauf commune de Saint-Beauzire)
- 2e circonscription : cantons d'Aigueperse (12 communes), Châtel-Guyon, Maringues (10 communes), Riom, Saint-Eloy-les-Mines, Saint-Georges-de-Mons et Saint-Ours.
- 3e circonscription : cantons de Beaumont, Brassac-les-Mines (15 communes), Chamalières, Clermont-Ferrand-4 (sauf quartier Lecoq), Clermont-Ferrand-5 (quartiers Blatin et Fontgiève), Clermont-Ferrand-6 (partie du quartier Cathédrale), Orcines et Le Sancy, communes de Chadeleuf, Chanonat, Durtol, Neschers, Nohanent et Saint-Amant-Tallende.
- 4e circonscription : cantons d'Aubière, Billom (10 communes), Brassac-les-Mines (42 communes), Clermont-Ferrand-2 (quartier de l'Oradou), Clermont-Ferrand-3 (quartiers Saint-Jacques et La Chaux), Issoire, Les Martres-de-Veyre et Vic-le-Comte, communes du Cendre, Moissat, Solignat, Ravel et Vodable
- 5e circonscription : cantons d'Aigueperse (12 communes), Ambert, Billom (13 communes), Lezoux (sauf communes de Moissat et Ravel), Maringues (10 communes), Les Monts du Livradois, Pont-du-Château et Thiers, commune de Saint-Beauzire